# The Comics Journal
The Comics Journal (TCJ) — американский журнал о комиксах, посвященный новостям индустрии и критическим обзорам новых работ. Получил известность благодаря обширным интервью с авторами комиксов и резким критическим отзывам, так как редакция журнала придерживается мнения, что комиксы являются произведениями изобразительного искусства и, следовательно, должны оцениваться по самым высоким меркам.
История The Comics Journal начинается с 1976 года, когда редактор Гэри Грот и издатель Майкл Кэтрон приобрели журнал The Nostalgia Journal, небольшого конкурента газеты The Buyer’s Guide for Comics Fandom («Потребительское руководство для фанатов комиксов»). В то время Грот и Кэтрон уже выпускали Sounds Fine похожего формата для коллекционеров звукозаписей. С номера 27 (июль 1976) название было изменено на The New Nostalgia Journal, а с 37 выпуска (декабрь 1977) издание приняло формат журнала и стало называться The Comics Journal. Слоганом журнала была фраза «Качественное издание для настоящего фаната комиксов» (англ. «a quality publication for the serious comics fan»). В Journal всегда публиковалась критика, и журнал, с свою очередь, часто ей подвергался. До ноября 2009 года (#300) журнал выходил дважды в месяц. Затем он изменил формат на полугодичный, значительно перейдя в онлайн.